# Zocca
Zocca ist eine italienische Gemeinde (comune) mit 4702 Einwohnern (Stand 31. Dezember 2023) in der Provinz Modena, Region Emilia-Romagna.

## Geographische Lage
Zocca liegt etwa 31 km südöstlich von Modena im toskanisch-emilianischen Apennin auf 759 m s.l.m. im Einzugsgebiete der Flüsse Panaro und Samoggia. Zur Gemeinde Zocca gehören noch die Fraktionen Ciano, Missano, Montalbano, Montecorone, Montetortore, Monteombraro und Rosola.

## Geschichte
In den mittelalterlichen Kriegen zwischen Modena und Bologna kannte diese Gegend eine abwechselnde Herrschaft, um endgültig 1337 unter die Verwaltung Modena zu geraten. Im feudalen Zeitalter wurde das Gebiet unter den Adelsfamilien Montecuccoli und Rangoni geteilt.
Mitte des 19. Jahrhunderts wurde die Ortschaft Zocca, deren Name im Emilianischen Kahlschlag bedeutet, zum Rang von Gemeindehauptort erhoben.

## Sehenswürdigkeiten
In der Gegend gibt es verschiedene Ausgangsorte für Bergwanderungen. Die bedeutendsten darunter sind Monte della Riva, über den Belvedere-Weg leicht erreichbar, Sasso di S.Andrea und Bosco delle Tane.
Unter den Kirchen und den Ortschaften sind die erwähnenswert: Torre Rangoni, der Turm und die Überreste der Burg von Montequistiolo und die Festung vom Schloss Montetortore (14. Jahrhundert). Die sehenswürdigen Kirchen, welche wertvolle Gemälde und Fresken aus dem 17. Jahrhundert aufbewahren, sind die Pfarrkirchen von Montombraro und Montecorone, von Montalbano (mittelalterlichen Ursprungs, hat diese Kirche drei Langhäuser aus der Mitte des 18. Jahrhunderts) und die Pfarrkirche von San Vitale bei Missano.
Zahlreich sind die Gebetshäuser: San Filippo Neri (Anfang des 18. Jahrhunderts, mit bemerkenswertem Gemälde auf Holzplättchen), Madonna del Rosario (mit Vorhalle, ist dieses ein Votivbau, der im Anlass des Endes der Pest im 17. Jahrhundert aufgebaut wurde) und Zocchetta (von 1668, mit Lauben aus dem 18. Jahrhundert).
Weitere Ortschaften sind: Montalbano, Montecorone, Dragodena und Zocchetta Vecchia, die alle auf das 15. und 16. Jahrhundert zurückgehen; Türme und Turmhäuser aus dem 16. Jahrhundert sind in Fontanini und in Tizzano di Montombraro, in Usignolo bei Montetortore sowie in Razolé bei Montecorone anzutreffen.
Ziel einer bequemen Bergwanderung ist das Heiligtum B.V. della Verucchia (Unserer lieben Frau von Verucchia) aus dem 17. Jahrhundert.

## Söhne und Töchter der Gemeinde
- Der bekannte italienische Rock-Sänger Vasco Rossi (* 1952)
- Der Raumfahrer Maurizio Cheli (* 1959)

## Gemeindepartnerschaften
- Boa Vista , seit 2014
- Lumaco
- Montesilvano , seit 2018